# Ludwig Mann (Ingenieur)
Ludwig Mann (* 1. September 1871 in Köln; † 27. Februar 1959 in Leipzig) war ein deutscher Bauingenieur.

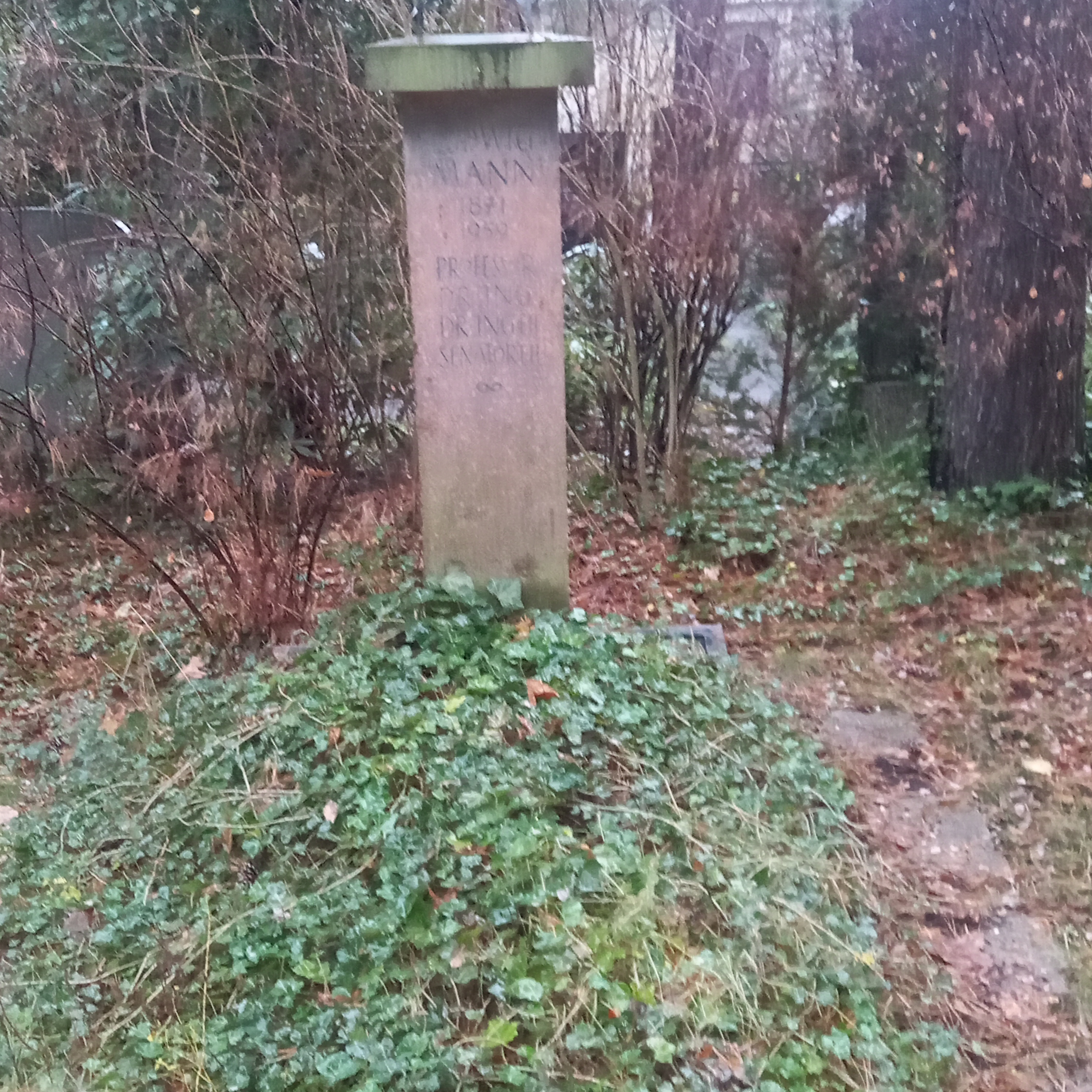
Das Grab von Ludwig Mann auf dem Südfriedhof (Leipzig)

Mann ging in Wiesbaden auf das humanistische Gymnasium und studierte 1892 bis 1894 Bauingenieurwesen an der TH Hannover und 1895 an der TH Berlin-Charlottenburg, wo er ein Schüler von Heinrich Müller-Breslau war.
Nach dem Wehrdienst arbeitete er ab 1895 in Berlin als Bauingenieur in einem Ingenieurbüro. 1900 übernahm er im Auftrag des Magistrats von Groß-Berlin die Bauplanung und Bauleitung beim Bau des Gaswerks Tegel. Dabei entwickelte er auch eine Theorie kreissymmetrischer räumlicher Tragwerksstrukturen (veröffentlicht 1911), angeregt durch den Entwurf eines Zeltdachs von 76 m Durchmesser für die Gaswerke. 1906 wurde er bei Müller-Breslau Oberingenieur und mit der Leitung des Labors und mit Erddruckversuchen betraut (was zu den Erddrucktabellen von Müller-Breslau führte). 1909 wurde er promoviert.
Die Dissertation Statische Berechnung steifer Vierecknetze war wegweisend für die Benutzung des Differenzenverfahrens in der Baustatik. Sie enthielt auch die sog. Mannsche Formel für den Stabilitätsnachweis von Rahmenstützen. 1910 wurde er Professor für Mechanik (Fakultät für allgemeine Wissenschaften) an der damals neu gegründeten Technischen Hochschule in Breslau und später übernahm er auch den Lehrstuhl für Baustatik (Fakultät für Bauingenieurwesen). Seine Untersuchungen mündeten in sein Buch über die Theorie der Rahmentragwerke, das 1927 erschien und wichtige neue Berechnungsverfahren enthielt. Er war in den 1920er Jahren zweimal Rektor der TH Breslau und er war Dekan der Fakultät für allgemeine Wissenschaften.
Ab 1920 befasste er sich mit der Konstruktion von Großgeräten (wie Abraumförderbrücken von 150 bis 200 m Länge) in der Braunkohleförderung und beriet die Braunkohleindustrie. Dabei entwickelte er neue Methoden für deren statische Berechnung (Raumkraftquermethode für räumliche Tragwerke).
1928 wurde er Berater der Firma Bublag in Mückenberg und 1932 wurde er staatlicher Gutachter für Großabraumgeräte und Förderbrücken. 1941 wurde er emeritiert, 1945 floh er aus Schlesien. In Leipzig war er bis 1954 wieder staatlicher Gutachter und Leiter eines Ingenieurbüros für die statische Prüfung von Großgeräten der Braunkohleindustrie.
Zu seinen vielen Beiträgen zur Statik gehörte auch der Vergleich der Kraftgrößenverfahrens mit dem Weggrößenverfahren, die er 1927 mit Bezug auf die analytische Mechanik von Lagrange darstellte, worauf er auch 1958 noch einmal in einem Aufsatz aufmerksam machte anlässlich der Verleihung der Ehrendoktorwürde der TH Dresden, wobei er auch die Dualität beider Methoden klar darstellte. 1939 erweiterte er das Weggrößenverfahren auf die Berechnung räumlicher Fachwerke.
1957 wurde er Ehrendoktor an der TH Dresden, 1954 Ehrensenator der Hochschule für Bauwesen in Leipzig.
Mann wurde auf dem Leipziger Südfriedhof beigesetzt. Sein Grabmal schuf Alfred Späte.

## Schriften
- Statische Berechnung steifer Vierecksnetze, Zeitschrift für Bauwesen, Band 54, 1909, S. 539
- Über zyklische Symmetrie in der Statik mit Anwendung auf das räumliche Fachwerk, Der Eisenbau, Band 2, 1911, S. 18–27
- Theorie der Rahmentragwerke auf neuer Grundlage, Springer 1927
- Grundlagen der Theorie räumlicher Rahmentragwerke, Stahlbau, Band 12, 1939, S. 145–149, 153–158
- Vergleich der Prinzipien und der Begriffe der Entwicklung der Kraft- und Deformationsmethoden in der Statik, Bauplanung-Bautechnik, Band 12, 1958, S. 12–15